# Знаменская церковь (Иркутск)
Це́рковь Зна́мения Пресвято́й Богоро́дицы (Зна́менская це́рковь) — приходской православный храм в Правобережном округе Иркутска, на территории Знаменского монастыря. Один из старейших православных храмов города. Относится к Иркутской епархии Русской православной церкви.
Кафедральный собор Иркутской епархии с 1991 года по 2013 год.
В 1757 году на средства иркутского купца Ивана Бичевина на территории Знаменского монастыря была заложена каменная Знаменская церковь. В 1882 году интерьер церкви переделали по проекту архитектора Владислава Кудельского
17 июля 1934 года церковь закрыли, все здания монастыря были переданы Иркутскому гидропорту.
В 1945 году отдельные здания монастыря, включая Знаменскую церковь, были возвращены верующим.
С 1990 года в церкви покоятся мощи святителя Иннокентия Иркутского.